# Take Me Back to Eden
A Take Me Back to Eden az ismeretlen zenészekből álló angol rockegyüttes Sleep Token harmadik stúdióalbuma. A zenekar frontembere, Vessel (álnév) készítette Carl Bownnal (ez volt az első alkalom, hogy a zenekar korábbi producerük, George Lever nélkül készített lemezt), 2023. május 19-én jelent meg a Spinefarm Records gondozásában. Az album egy trilógia utolsó részeként szolgál, amelyen a banda első és második albuma, a Sundowning és a This Place Will Become Your Tomb is szerepel.
A Take Me Back to Edenből hat dal jelent meg kislemezként: "Chokehold", "The Summoning", "Granite", "Aqua Regia", "Vore" és "DYWTYLM".

## Háttér
A Sleep Token 2023. január 5-én és 6-án kiadta az első két dalt a még cím nélküli harmadik albumáról, a "Chokehold"-ot és a "The Summoning"-ot. Ezeket követte január 19-én és 20-án a "Granite" és az "Aqua Regia". A rengeteg megjelenés a zenekar népszerűségének gyors növekedéséhez vezetett, és a hírek szerint „január elején kevesebb, mint 300 000 havi hallgató volt a Spotifyon”, a hónap végére több mint 1,58 millióra nőtt. A The Summoning különösen a Sleep Token egyik legnépszerűbb dala lett a mai napig, és elérte az 1. helyet a Spotify Top 50 Viral Songs toplistáján, valamint két héten belül több mint 1 millió megtekintést kapott a YouTube- on. Ez volt az együttes első dala is, amely felkerült a hivatalos brit és amerikai slágerlistákra, és a 14. helyet érte el a brit Rock &amp; Metal Singles Chart-on, a 26. helyet a Billboard Hot Rock &amp; Alternative Songs listán, és a 2. helyet. a Billboard Hard Rock Digital Song Sales listán.
A Take Me Back to Eden hivatalosan 2023. február 16-án jelent meg, az ötödik kislemez, a Vore megjelenése mellett. Az albumot a bejelentésben a következőképpen írták le: "Egy trilógia 3. része, látványos fejezetzáró a folyamatban lévő Sleep Token sagában, amely saga komolyan indult a Sundowning című debütáló albummal". A DYWTYLM az album hatodik előzetes kiadásaként jelent meg 2023. április 23-án.

## Összetétel
Az album különböző műfajok elemeit ötvözi, beleértve a funk, electronic, pop, R&B,  progresszív metal, djent, metalcore, és blues.

## Számlista
Az összes dal szerzője Vessel és II, kivéve a szám "DYWTYLM", amelynek csak Vessel.. 
| Take Me Back To Eden számlistája | Take Me Back To Eden számlistája | Take Me Back To Eden számlistája | Take Me Back To Eden számlistája | Take Me Back To Eden számlistája | Take Me Back To Eden számlistája | Take Me Back To Eden számlistája | Take Me Back To Eden számlistája | Take Me Back To Eden számlistája | Take Me Back To Eden számlistája |
|                                  | Cím                              | Hossz                            |                                  |                                  |                                  |                                  |                                  |                                  |                                  |
| -------------------------------- | -------------------------------- | -------------------------------- | -------------------------------- | -------------------------------- | -------------------------------- | -------------------------------- | -------------------------------- | -------------------------------- | -------------------------------- |
| 1.                               | "Chokehold"                      | 5:04                             |                                  |                                  |                                  |                                  |                                  |                                  |                                  |
| 2.                               | "The Summoning"                  | 6:35                             |                                  |                                  |                                  |                                  |                                  |                                  |                                  |
| 3.                               | "Granite"                        | 3:45                             |                                  |                                  |                                  |                                  |                                  |                                  |                                  |
| 4.                               | "Aqua Regia"                     | 3:56                             |                                  |                                  |                                  |                                  |                                  |                                  |                                  |
| 5.                               | "Vore"                           | 5:39                             |                                  |                                  |                                  |                                  |                                  |                                  |                                  |
| 6.                               | "Ascensionism"                   | 7:08                             |                                  |                                  |                                  |                                  |                                  |                                  |                                  |
| 7.                               | "Are You Really Okay?"           | 5:06                             |                                  |                                  |                                  |                                  |                                  |                                  |                                  |
| 8.                               | "The Apparition"                 | 4:28                             |                                  |                                  |                                  |                                  |                                  |                                  |                                  |
| 9.                               | "DYWTYLM"                        | 4:00                             |                                  |                                  |                                  |                                  |                                  |                                  |                                  |
| 10.                              | "Rain"                           | 4:12                             |                                  |                                  |                                  |                                  |                                  |                                  |                                  |
| 11.                              | "Take Me Back to Eden"           | 8:20                             |                                  |                                  |                                  |                                  |                                  |                                  |                                  |
| 12.                              | "Euclid"                         | 5:13                             |                                  |                                  |                                  |                                  |                                  |                                  |                                  |
| 63:26                            |                                  |                                  |                                  |                                  |                                  |                                  |                                  |                                  |                                  |

## Felállás
- Vessel – ének, gitár, basszusgitár, billentyűs hangszerek, szintetizátorok, rendezés
- II – dob
- Carl Bown – rendezés, technika
- Ste Kerry – mastering

## Fordítás
Ez a szócikk részben vagy egészben  a   Take Me Back to Eden című angol Wikipédia-szócikk ezen változatának fordításán alapul.  Az eredeti cikk szerkesztőit annak laptörténete sorolja fel. Ez a jelzés csupán a megfogalmazás eredetét és a szerzői jogokat jelzi, nem szolgál a cikkben szereplő információk forrásmegjelöléseként.